# Lyroppia neotropica
Lyroppia neotropica är en kvalsterart som beskrevs av Balogh och Sandór Mahunka 1974. Lyroppia neotropica ingår i släktet Lyroppia och familjen Lyroppiidae. Inga underarter finns listade i Catalogue of Life.